# محطة ريدجو إيميليا
محطة ريدجو إيميليا (Stazione di Reggio Emilia AV) هي محطة سكة حديد جديدة، وهي الموقف الوحيد على خط القطارات السريعة بين ميلانو -- بولونيا، تقع على نحو 4 كلم من شمال مركز ريدجو إيميليا (Reggio Emilia).
المشروع يشكل مركز تبادل مشترك للقطارات الإقليمية وخدمة ولحركة المرور على الطرق العامة والخاصة.
تصميم المحطة الجديدة وضعت ضمن مخطط الجسر الذي هو تحت الإنشاء وضمن مسار خط السكك الحديدية للقطارات عالية وللمحلية.

## جزء من مشروع مهم
و جزء لا يتجزأ من مشروع مهم من شأنه أن يحدث تغييرا جذريا في كامل المنطقة الواقعة شمال المدينة وسيجعلها البوابة الرئيسية. مع نظام الجسور فوق «أوتوستراد دل سوله» (Autostrada del Sole)، الذين هم أيضاً من تصميم كالاترافا، وحصيلة جديدة للسيارات، سوف يشكل مجمع جديد للجمالية والوظيفية لريدجو إيميليا.
هيكل السقف مكون من 13 بوابة فولاذية تختلف عن بعضها البعض وتتناوب لخلق شكل يشبه حركة الموجات المتتالية.
حسب الجبهة، الموجات تتوافق مع بعضها البعض في مرحلة هادئة وتتعارض في أخرى لخلق جبهة مائجة.
المشروع مقسم على مستويين: في المستوى الأسفل يوجد البوابة، والخدمات الرئيسية للمحطة. أما في المستوى العلوي فتوجد خطوط القطارات.
السطح بالقرب من الأرصفة الجانبية، مصممة لحماية الركاب ولها ستار من مصنوعة من الزجاج الرقائقي بين البوابات الفولاذية وبعيدة عن بعضها مسافة متر. أربعة سلالم على كل جانب تربط بين المستويين. اثنان منهم. مصعدين بانورامي في المنطقة الوسطى.
طول المشروع 480 متر، وأقصى عرض له 50 مترا ويبلغ متوسط ارتفاعه 20.
هذا المركز يجذب أيضاً موقف المترو لمنطقة ريجو-بانيولو، حالياً تحت التنفيذ، التي تتيح للمسافرين الوصول في غضون دقائق إلى محطة السكك الحديدية المركزية للريدجو إيميليا.

## بدء العمل
إجراءات المنافسة لبناء المحطة تم التوصل إليها في تشرين الثاني / نوفمبر 2008 التي فاز فيها شيمولاي (Cimolai S.p.A.).
بدء العمل مخطط له ان يكون في كانون الثاني / يناير 2009.
ومن المقرر افتتاح مركز السفر في كانون الأول / ديسمبر من عام 2010، وإلى إنجاز كل المشروع بحلول عام 2011.

## الوضع الحالي
من 30 سبتمبر 2008، في انتظار بدء العمل لتشييد هيكل المحطة.

## ألتكلفة
تكلفه المحطة تبلغ نحو 70 مليون يورو (قاعدة مزاد)، التي وفرتها وزارة البنية التحتية، ومن أقليم ريدجو إميليا ومن شركة تاف (TAV SpA) الذين ينتمون إلى مجموعة السكك الحديدية الحكومية.

## المشروع
المشروع المقترح ينص على
- تسقيف أرصفة الانتظار وتجديد مناطق المتصلة من أجل تحقيق الانسجام بين الأجزاء المختلفة.
- رفع مستوى محطات الحافلات والقطارات الإقليمية لخط مسار ريدجو إيميليا كواستالا، والطرق الفرعية العامة والخاصة؛
- تأهيل البيئة والمناظر الطبيعية.

الفكرة الأولى المقترحة خلال دراسة إمكانية التنفيذ (فكرة "الشراع") لقد تم تكييفها وإعادة صياغتها (فكرة "الموجة")
لتميزها عن الجسور المصممة من نفس كالاترافا، مع المحافظة على الانسجام المعماري واتساق لغة
التصميم لكل المشاريع (الجسر المتوسط والجسرين الجانبين محطة ومحطة استخلاص).
الفكرة باقتراح الموجة يضمن للمحطة هويتها وطابعها الفريد، كما العناصر المعمارية مستقلة ولها ميزة تحيل، من خلال أشكال الهيكل، ألإحساس بالحركة للمسافرين العابرين على خط السكك الحديدية وعلى الطرق السريعة المجاورة.
المشروع المقترح ينص على أن هياكل أسقف لكلا من المحطة ومن أرصفة الانتظار يجب أن تكون منفصلة بالنسبة للجسر (viadotto) المجاور بحيث لا تؤدي سواء إلى زيادة الأحمال أو غيرها من الأعمال التي تتطلب تغييرات هيكلية في المستقبل
المشروع ينص على تكرار نموذج طوله يساوي 25.40 مترا ويتألف من سلسلة من 13 بوابات فولاذية مختلفة. تتألف كل وحدة من 25 بوابات متباعدة بينهما حوالي 1.00 م، تكرير هذه السلسلة، يسمح للوصول إلى طول إجمالي = 483 متر، ويخلق أثر لموجة دينامية. الموجة تنتشر في كل من العرض والارتفاع، وبلغ حجم منتجة بذلك حجم ثلاثي الأبعاد له نمط المنحنى السيني.
تقسيم البوابات يخلق مؤثرات بصرية تشبه سلسلة من موجات مرتبة بشكل مختلف على الواجهتين:
في الواجهة الأكثر تموجا، من الجانب الذي يواجه مدخل المحطة، هناك تداخل بين موجتين متماثلتين بينهما، بينما في تلك الهادئة الموجات موازية لبعضها البعض، من الجانب الذي يواجه السريع الطريق.
عند أرصفة الصعود والنزول من القطارات، التصميم ينص على عمل سقف زجاجي. عرض الأرصفة حوالي 6 م، السقف مصنوع من ألواح مستطيلة شبه شفافة من الزجاج الرقائقي، وضعت في إطار من الألومنيوم.
السقف مدعوم بهيكل من الصلب والخرسانة الذي يتكون من جائز ذو مقطع عرضي مربع يرتكز على قاعدتين من الخرسانة كل 25 مترا.
طول المحطة حوالي 483 متر، والعرض يتراوح بين 50 مترا إلى 35 مترا ويبلغ متوسط ارتفاعها 20 مترا، وداخليا على مستوى الأرصفة ارتفاع السقف يتراوح من 7.5 إلي 14.5 م.
المحطة موازية للجسر وموزعة على مستويين: المستوى الأول هو ما يصل إلى أرصفة القطارات، وهو المستوى مدخل المحطة.
في المستوى السفلي توجد مكاتب المحطة ومختلف الخدمات للمسافرين، نشاطات تجارية، تبادل مع الخط الإقليمي ومنطقة تستخدم كمخازن ومستودعات وخدمات.
أربع سلالم متحركة لخدمة أرصفة القطارات ومصعدين من النوع البانورامي في المنطقة الوسطى.
طبيعة التربة ترغم على استخدام أساسات عميقة والتي هي مستقلة عن تلك للجسر.
معظم المواد المستخدمة في المشروع من الصلب والخرسانة، وكلاهما مطليين باللون الأبيض. الزجاج موضوع ضمن الهياكل البوابات. مناطق خضراء ومناظر طبيعية للاسترخاء من خلال إعادة وتأهيل البيئة على طول الطريق وعند مدخل المحطة. المنطقة الواقعة بين الطريق السريع بين ميلانو وبولونيا ومسار القطارات السريعة مزروع باشجار خضراء صغيرة ومتوسطة الجذع الذين يغطون الجزء السفلي من محطة القطارات التي ان تصل إلى افق المسافرون الذين هم على متن القطار. تاريكين حرية النظر إلى التسقيف الفولاذي المموج.
المنطقة المقابلة للمدخل الأمامي الرئيسي، صُممت لتكون جزئياً تحت الأرض، سواء بالنسبة إلى المحطة وإلى الطريق، وهذا لزيادة التأثير البصري على المنطقة الشجرية بدلاً من منظر السيارات الواقفة. هذا الحل يخفف من أثر العنف البصري الذي ينتج من كبر مساحة تلك المواقف ويحرر واجهة المحطة.

## وصلات خارجية
- مشاريع ريدجو إيميليا نسخة محفوظة 6 أبريل 2009 على موقع واي باك مشين.
- عقود تنفيذ العمل لمحطة ريدجو إيميليا